# Lüttich–Bastogne–Lüttich 1987
Lüttich–Bastogne–Lüttich 1987 war die 73. Austragung von Lüttich–Bastogne–Lüttich, eines eintägigen Straßenradrennens. Es wurde am 19. April 1987 über eine Distanz von 260 km ausgetragen.
Sieger des Rennens wurde im Sprint Moreno Argentin vor Stephen Roche und Claude Criquielion.
Stephen Roche und Claude Criquielion hatten sich abgesetzt und erreichten Lüttich als Duo. Allerdings neutralisierten sich beide bei der Vorbereitung auf den Sprint. So bemerkten sie nicht, dass ihr Vorsprung schnell schmolz. Erst als Moreno Argentin, im Trikot des amtierenden Weltmeisters, an ihnen vorbei schoß konnten sie dem Italiener nur noch folgen. Der Sieg von Moreno Argentin bedeutete seinen dritten Sieg in Folge bei Lüttich–Bastogne–Lüttich, was bis heute nur von ihm und Eddy Merckx (1971–1973) erreicht wurde.

## Teilnehmende Mannschaften
| Profi-Radsportteams (23)- Gewiss-Bianchi - Carrera Jeans-Vagabond - Hitachi-Marc - Système U - Panasonic-Isostar - Toshiba-La Vie claire - Z-Peugeot - 7 Eleven-Hoonved - Gis Gelati-Jollyscarpe - Ariostea-Gres - Kas - PDM-Ultima-Concorde - Superconfex-Kwantum Hallen-Yoko - Caja Rural-Orbea - Transvemij-Van Schilt - AD Renting-Fangio-IOC-MBK - Reynolds - Sigma-Fina - Roland-Skala - Lucas-Müllers - Robland-Isoglass - Lotto-Merckx - RMO-Cycles Méral-Mavic |
| |

## Ergebnis
| \| Gesamtwertung \| Gesamtwertung \| Gesamtwertung \| Gesamtwertung \| Gesamtwertung \| \| Fahrer \| Fahrer \| Land \| Team \| Zeit \| \| ------------- \| -------------------- \| ---------------------- \| ---------------------- \| --------------- \| \| 1. \| Moreno Argentin \| Italien \| Gewiss-Bianchi \| 6 h 40 min 00 s \| \| 2. \| Stephen Roche \| Irland \| Carrera Jeans-Vagabond \| + 0 s \| \| 3. \| Claude Criquielion \| Belgien \| Hitachi-Marc \| + 0 s \| \| 4. \| Yvon Madiot \| Frankreich \| Système U \| + 0 s \| \| 5. \| Robert Millar \| Vereinigtes Königreich \| Panasonic-Isostar \| + 0 s \| \| 6. \| Laurent Fignon \| Frankreich \| Système U \| + 25 s \| \| 7. \| Marc Madiot \| Frankreich \| Système U \| + 58 s \| \| 8. \| Eddy Schepers \| Belgien \| Carrera Jeans-Vagabond \| + 58 s \| \| 9. \| Emanuele Bombini \| Italien \| Gewiss-Bianchi \| + 58 s \| \| 10. \| Jean-Claude Leclercq \| Frankreich \| Toshiba-La Vie claire \| + 58 s \| |                      |                        |                        |                 |
| |                      |                        |                        |                 |
| |                      |                        |                        |                 |
| Gesamtwertung |                      |                        |                        |                 |
| Fahrer | Fahrer               | Land                   | Team                   | Zeit            |
| 1. | Moreno Argentin      | Italien                | Gewiss-Bianchi         | 6 h 40 min 00 s |
| 2. | Stephen Roche        | Irland                 | Carrera Jeans-Vagabond | + 0 s           |
| 3. | Claude Criquielion   | Belgien                | Hitachi-Marc           | + 0 s           |
| 4. | Yvon Madiot          | Frankreich             | Système U              | + 0 s           |
| 5. | Robert Millar        | Vereinigtes Königreich | Panasonic-Isostar      | + 0 s           |
| 6. | Laurent Fignon       | Frankreich             | Système U              | + 25 s          |
| 7. | Marc Madiot          | Frankreich             | Système U              | + 58 s          |
| 8. | Eddy Schepers        | Belgien                | Carrera Jeans-Vagabond | + 58 s          |
| 9. | Emanuele Bombini     | Italien                | Gewiss-Bianchi         | + 58 s          |
| 10. | Jean-Claude Leclercq | Frankreich             | Toshiba-La Vie claire  | + 58 s          |